# Temporada de challengers da WTA de 2014
A temporada de challengers da WTA de 2014 foi o circuito secundário das tenistas profissionais organizado pela Associação de Tênis Feminino (WTA) para o ano em questão. O análogo masculino é o ATP Challenger Tour, e define-se como transição ao tênis de elite.
Situa-se abaixo do calendário principal e acima do circuito feminino da ITF.

## Calendário

### Países
| Torneios | País(es) | País(es) |
| -------- | -------- | -------- |
| 3        | China    | China    |
| 1        | França   | Taiwan   |

### Mudanças
- Torneio(s):
  - Debutantes: Limoges e Nanchang;
  - Extintos: Cáli e Nanquim.

### Semana a semana

#### Legenda
Abaixo estão exemplos, com explicações usando o elemento dica de contexto. Basta passar o cursor sobre cada linha pontilhada para lê-las.
| Semana de     | Torneio                                                                                    | Campeã(s)             | Vice-campeã(s)        | Resultado        |
| ------------- | ------------------------------------------------------------------------------------------ | --------------------- | --------------------- | ---------------- |
| 29 de outubro | OEC Taipei WTA Ladies Open · Taipé, Taiwan · US$ 125.000 – carpete (coberto) – 32S•16Q•16D | jogadora 1            | jogadora 2            | 7–61, 56–7, 6–4  |
| 29 de outubro | OEC Taipei WTA Ladies Open · Taipé, Taiwan · US$ 125.000 – carpete (coberto) – 32S•16Q•16D | jogadora 3 jogadora 4 | jogadora 5 jogadora 6 | 4–6, 6–4, [11–9] |

| Ordenação dos torneios | Quando mais de um torneio acontecer durante a semana: 1. Cidade (A-Z) |

| Ícones | Clicável      |                                        |                                           |
| Ícones | Clicável      | edição do torneio                      |                                           |
| Ícones | Não-clicáveis |                                        | primeiro título conquistado na modalidade |
| Ícones | Não-clicáveis | o(a) jogador(a)/país defendeu o título |                                           |

#### Torneios
| Semana de      | Torneio                                                                                         | Campeã(s)                          | Vice-campeã(s)                  | Resultado         |
| -------------- | ----------------------------------------------------------------------------------------------- | ---------------------------------- | ------------------------------- | ----------------- |
| 21 de julho    | Zhong Hong Jiang Xi International Women's Open Nanchang, China US$ 125.000 – duro – 32S•16Q•16D | Peng Shuai                         | Liu Fangzhou                    | 6–2, 3–6, 6–3     |
| 21 de julho    | Zhong Hong Jiang Xi International Women's Open Nanchang, China US$ 125.000 – duro – 32S•16Q•16D | Chuang Chia-jung Junri Namigata    | Chan Chin-wei Xu Yifan          | 7–64, 6–3         |
| 1º de setembro | Huangcangyu WTA Suzhou Ladies Open Suzhou, China US$ 125.000 – duro – 32S•5Q•16D                | Anna-Lena Friedsam                 | Duan Yingying                   | 6–1, 6–3          |
| 1º de setembro | Huangcangyu WTA Suzhou Ladies Open Suzhou, China US$ 125.000 – duro – 32S•5Q•16D                | Chan Chin-wei Chuang Chia-jung     | Misa Eguchi Eri Hozumi          | 6–1, 3–6, [10–7]  |
| 27 de outubro  | Yinzhou Bank International Women's Tennis Open Liampó, China US$ 125.000 – duro – 32S•16Q•16D   | Magda Linette                      | Wang Qiang                      | 3–6, 7–5, 6–1     |
| 27 de outubro  | Yinzhou Bank International Women's Tennis Open Liampó, China US$ 125.000 – duro – 32S•16Q•16D   | Anastasia Rodionova Olga Savchuk   | Han Xinyun Zhang Kailin         | 4–6, 7–62, [10–6] |
| 3 de novembro  | Open GDF Suez de Limoges Limoges, França US$ 125.000 – duro (coberto) – 32S•16Q•8D              | Tereza Smitková                    | Kristina Mladenovic             | 7–64, 7–5         |
| 3 de novembro  | Open GDF Suez de Limoges Limoges, França US$ 125.000 – duro (coberto) – 32S•16Q•8D              | Kateřina Siniaková Renata Voráčová | Tímea Babos Kristina Mladenovic | 2–6, 6–2, [10–5]  |
| 3 de novembro  | OEC Taipei WTA Challenger Taipé, Taiwan US$ 125.000 – carpete (coberto) – 32S•16Q•16D           | Vitalia Diatchenko                 | Chan Yung-jan                   | 1–6, 6–2, 6–4     |
| 3 de novembro  | OEC Taipei WTA Challenger Taipé, Taiwan US$ 125.000 – carpete (coberto) – 32S•16Q•16D           | Chan Hao-ching Chan Yung-jan       | Chang Kai-chen Chuang Chia-jung | 6–4, 6–3          |

## Distribuição de pontos
A distribuição de pontos para torneios 125K em 2014 foi definida:
| Evento                                       | T   | F  | SF | QF | R16 | R32 | R64 | R128 | Q | Q3 | Q2 | Q1 |
| -------------------------------------------- | --- | -- | -- | -- | --- | --- | --- | ---- | - | -- | -- | -- |
| Simples + H: 32 principal, 16 qualificatório | 160 | 95 | 57 | 29 | 15  | 1   | –   | –    | 6 | –  | 4  | 1  |
| Duplas + H: 16                               | 160 | 95 | 57 | 29 | 1   | –   | –   | –    | – | –  | –  | –  |
| Duplas + H: 8                                | 160 | 95 | 57 | 1  | –   | –   | –   | –    | – | –  | –  | –  |